# 霓裳魅影
《霓裳魅影》（英語：Phantom Thread）是一部2017年的美國時代懸疑愛情劇情片，由保羅·湯瑪斯·安德森執導、編劇、攝影，並與梅根·艾利森、喬安娜·謝勒共同擔任監製。其主演包括丹尼爾·戴-路易斯、 蕾絲莉·蔓薇爾、李察·葛拉罕和維琪·克雷普。此外，該片亦是戴-刘易斯從影四十年後的退休之作。《霓裳魅影》由焦點影業定於2017年12月25日在美國上映。

## 劇情
故事設定於1950年代的戰後倫敦，著名的裁縫師雷納茲·伍德考克和他的姊姊西麗奧正處於英國時尚界的中心，他們時常為皇室、電影明星、繼承人和社會名流等位高權重的人訂製高級服飾。在雷納茲的生命中，他遇見了許多形形色色的女性，這也為自己提供了靈感和陪伴；直到雷納茲遇到了一名年輕且堅強的女人艾爾瑪，便很快地成為了他生活中的繆斯和情人。但一段時間過後，他發現自己精心定製的生活步調將被愛情所破壞。

## 演員
- 丹尼爾·戴-路易斯[10] 飾 雷納茲·伍德考克（Reynolds Woodcock）
- 蕾絲莉·蔓薇爾[11] 飾 西麗奧·伍德考克（Cyril Woodcock）
- 維琪·克雷普[11] 飾 艾爾瑪·艾爾森（Alma Elson）
- 李察·葛拉罕（英语：Richard Graham (actor)）[11] 飾 喬治·雷利（George Riley）

## 製作
2016年6月2日，宣布保羅·湯瑪斯·安德森將根據自己的劇本執導一部1950年代的時尚劇情片，並由丹尼爾·戴-路易斯主演。梅根·艾利森、喬安娜·謝勒將和安德森共同擔任監製，而艾利森的Annapurna Pictures則會參與電影的製作。2016年9月8日，該片將由焦點影業和環球影業負責美國和國際上的發行。2017年1月下旬，宣布演員蕾絲莉·蔓薇爾、李察·葛拉罕和維琪·克雷普都將參與演出。2017年6月，據透露，該片將是戴-路易斯從影四十年後的退休之作。
主要攝影於2017年1月下旬開始在英格蘭萊思進行。2017年春季，劇組也於倫敦的菲茨羅維亞的菲茨羅維亞廣場和格拉夫頓馬什拍攝。

## 發行
《霓裳魅影》在美國由焦點影業發行，定於2017年12月25日上映。在全球，《霓裳魅影》由UIP代理發行，並定於2018年2月23日在臺灣上映。
2017年10月23日，釋出首支電影預告片。

## 反響

### 評價
《霓裳魅影》獲得了普遍好評。爛番茄根據167條評論，持有92%的新鮮度，平均得分8.4／10。該片在Metacritic上獲得了90分。
影音俱樂部的作家A·A·道德給了該片「A-」的評價，並稱它為「仁慈甚至是充滿希望地承擔這個（與藝術家的關係）的主題」，「在其簡單的技術、永恆的精緻，《霓裳魅影》實際上是對經典美學價值的一封情書—戲院、裁縫或其他的事物。」

## 獎項
| 頒獎典禮       | 獎項         | 名字               | 結果 |
| -------------- | ------------ | ------------------ | ---- |
| 第90届奧斯卡獎 | 最佳影片     | 霓裳魅影           | 提名 |
| 第90届奧斯卡獎 | 最佳導演     | 保羅·湯瑪斯·安德森 | 提名 |
| 第90届奧斯卡獎 | 最佳男主角   | 丹尼爾·戴-路易斯   | 提名 |
| 第90届奧斯卡獎 | 最佳女配角   | 蕾絲莉·蔓薇爾      | 提名 |
| 第90届奧斯卡獎 | 最佳原創音樂 | 強尼·格林伍德      | 提名 |
| 第90届奧斯卡獎 | 最佳服裝設計 | 馬克·布里吉        | 獲獎 |

## 外部連結
- 互联网电影数据库（IMDb）上《霓裳魅影》的资料（英文）
- Box Office Mojo上《霓裳魅影》的資料（英文）
- 爛番茄上《霓裳魅影》的資料（英文）